# Pilar (Nuevo México)
Pilar es un pequeño pueblo que se ubica en el condado de Taos, en el Estado de Nuevo México, en Estados Unidos.  Está a orillas del Río Grande (también conocido como el Río Bravo).
Durante la colonia española, el pueblo fue conocido como Cieneguilla.  Se llamaba así por la ciénaga que existía donde se torcía el río y se encontraban varios arroyos.  Como había una llanura y mucha agua, los Apaches del tribu de los Jicarillos solían quedarse en el sitio.
En 1694 el conquistador español Diego de Vargas encendió la aldea de los Jicarillos.  Estaba reconquistando la región después de la expulsión de los españoles durante la sublevación de los pueblos indios de 1680.
En 1793, el rey español Carlos IV y el gobernador militar de Nuevo México Don Fernando Chacón les otorgaron derecho a la tierra de Cieneguilla a veinte personas.
El 30 de marzo de 1854 la Batalla de Cieneguilla se disputó en las montañas cerca de la aldea entre los guerreros Jicarillos y la caballería de Estados Unidos.  Los indios les tendieron una embuscada a los soldados norteamericanos.  A pesar de enterarse a tiempo de la embuscada que les tendían los indios, los soldados avanzaron.  La batalla duró cuatro horas.  Al final, los soldados se retiraron hacia el pueblo de Ranchos de Taos.
- Datos: Q7193762